# Stories Told & Untold
Stories Told & Untold es el duodécimo álbum de estudio de la banda de rock británica Bad Company publicado en 1996. El álbum contiene regrabaciones de clásicos de la banda junto a canciones nuevas.

## Lista de canciones
1. "One on One" (Robert Hart, Dave Colwell) – 4:01
2. "Oh, Atlanta" (Mick Ralphs) – 4:08
3. "You're Never Alone" (Hart, Colwell) – 4:38
4. "I Still Believe in You" (Vince Gill, John Barlow Jarvis) – 4:37
5. "Ready for Love" (Ralphs) – 4:36
6. "Waiting on Love" (Hart/Simon Kirke) – 4:32
7. "Can't Get Enough" (Ralphs) – 3.41
8. "Is That All There Is to Love" (Hart, Kirke) – 3:33
9. "Love So Strong" (Hart, Colwell, Kirke) – 3:49
10. "Silver, Blue and Gold" (Paul Rodgers) – 3:38
11. "Downpour in Cairo" (Hart, Kirke) – 3:47
12. "Shooting Star" (Rodgers) – 5:18
13. "Simple Man" (Ralphs) – 4:37
14. "Weep No More" (Kirke) – 8:58

## Créditos
- Robert Hart – voz
- Mick Ralphs – guitarra, teclados
- Simon Kirke – batería
- Rick Wills – bajo
- Dave "Bucket" Colwell – guitarra